# Camille Raynaud
Camille Raynaud fue un escultor francés, nacido en Cordes-sur-Ciel el año 1868 y fallecido después de 1931, en fecha desconocida. Relacionado con la región de Mediodía Pirineos, participó en la decoración escultórica del Monumento a los Combatientes de la Primera Guerra Mundial del Alto Garona, levantado en Toulouse.

## Datos biográficos
Brillante alumno de la Escuela Superior de las Bellas Artes de Toulouse, recibió numerosos premios. Completó su formación en París, en los talleres de Alexandre Falguière y el de Rodin. · Instalado en Toulouse desde 1903, se dedicó a la docencia en la Escuela de Bellas Artes de la ciudad. Uno de sus primeros trabajos fue la restauración del gran relieve de los ponts Jumeaux en Toulouse, obra del escultor François Lucas. En 1907 coincidió en el claustro de profesores con Abel Fabre, siendo ambos profesores del escultor Sylvestre Clerc.

## Obras
Memoriales de la Primera Guerra Mundial
- Memorial de Haute-Garonne, en Toulouse - 43°35′58.77″N 1°27′6.22″E / 43.5996583, 1.4517278

junto a Francois Verdier. El monumento fue concebido como un "homenaje a los muertos", y especialmente "a la gloria de todos los combatientes muertos o vivos." La glorificación del patriotismo contenida en este monumento es una exaltación de la victoria en lugar de una conmemoración de los muertos. La construcción se decidió por el Consejo General en agosto de 1919 y la adjudicación se hizo por un concurso "abierto a todos los arquitectos y escultores franceses conectados por su educación con la región de Toulouse." Si bien el diseño se adjudicó al arquitecto Leon Jaussely, también participaron los escultores Moncassin, André Abbal y Camille Raynaud; este último es el responsable de la realización de los dos altorrelieves interiores del monumento, uno retratando a los combatientes y el otro una figura alegórica de la República.

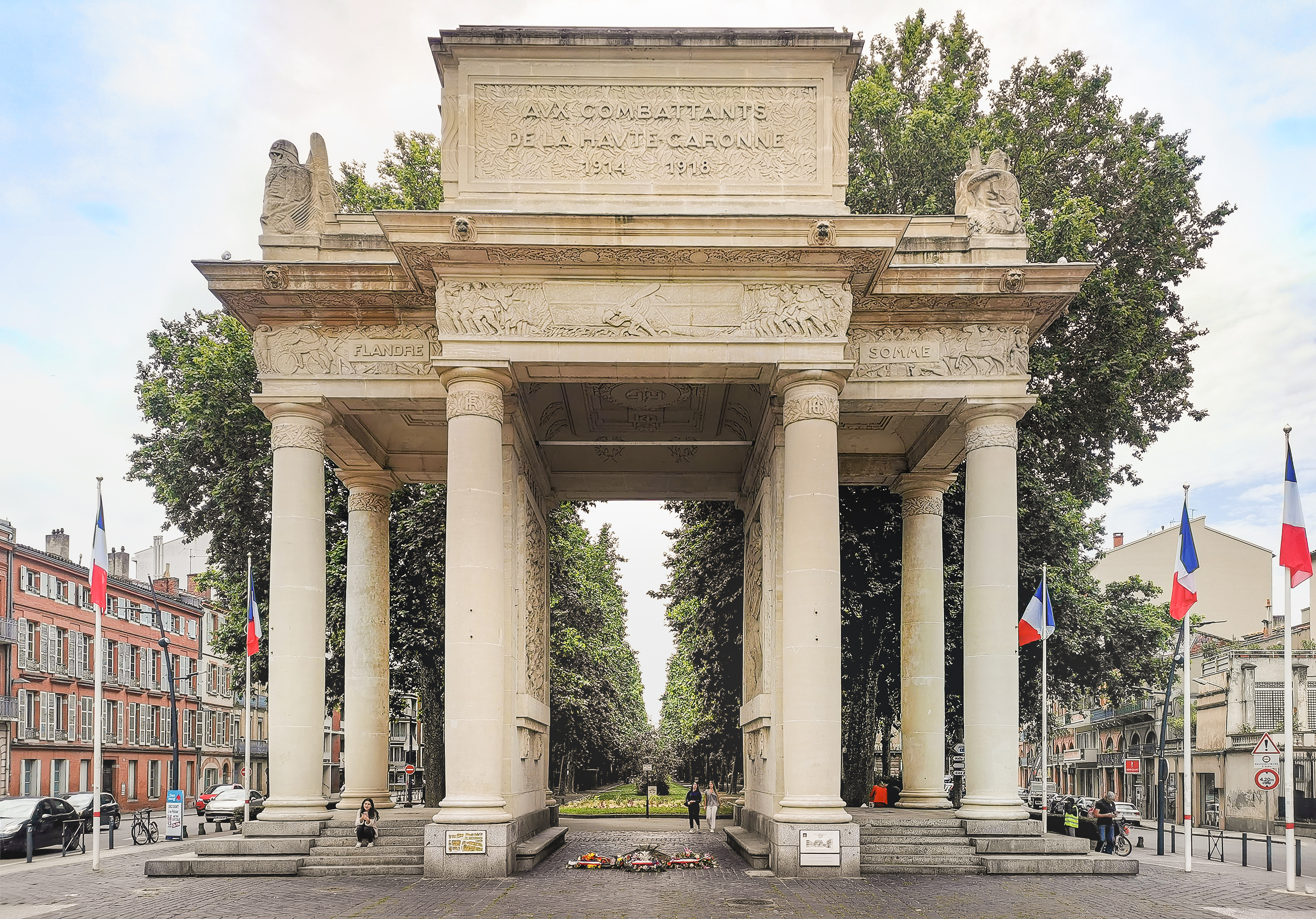
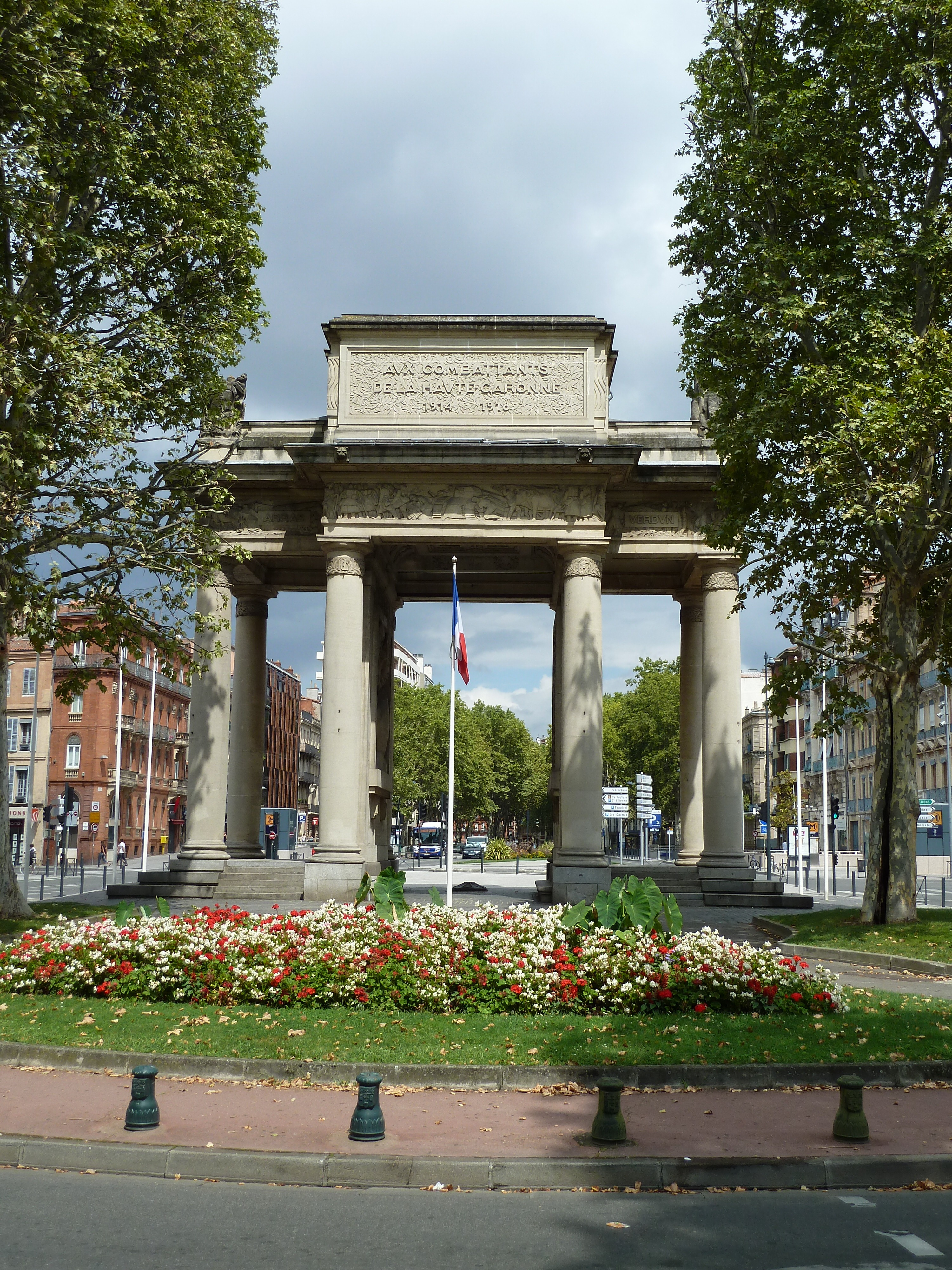
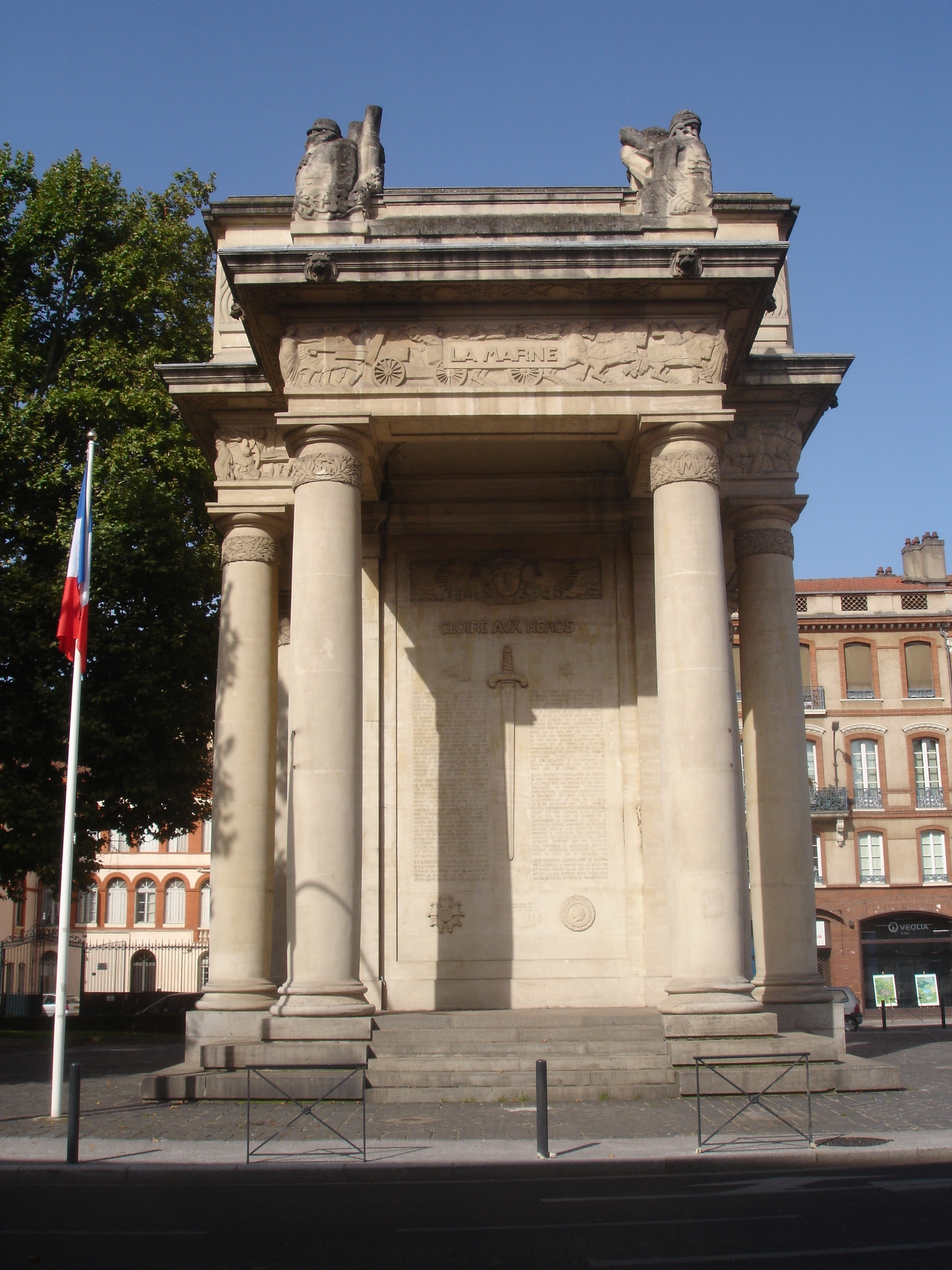
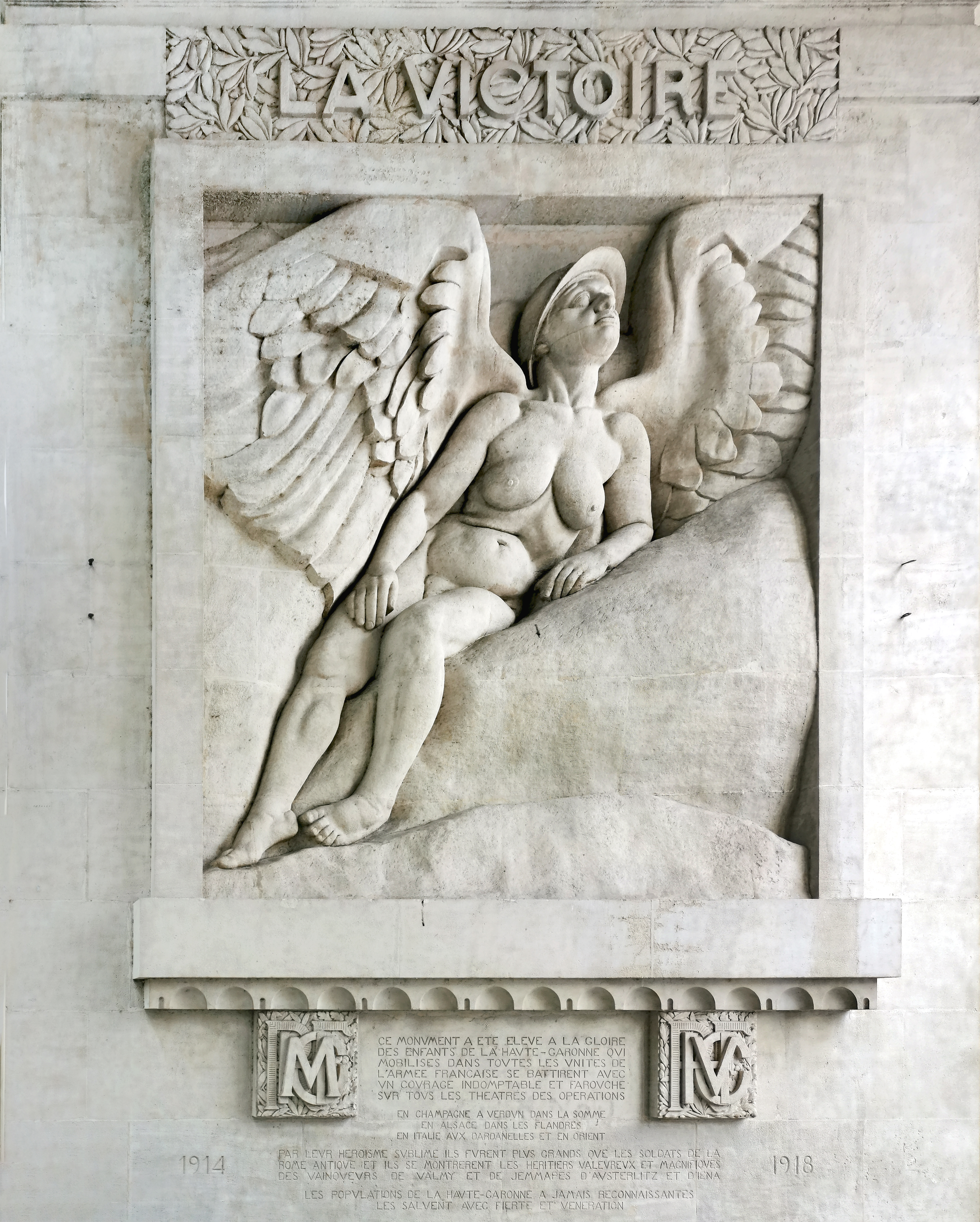
La Victoria,  1928 (Memoriales de la Primera Guerra Mundial)
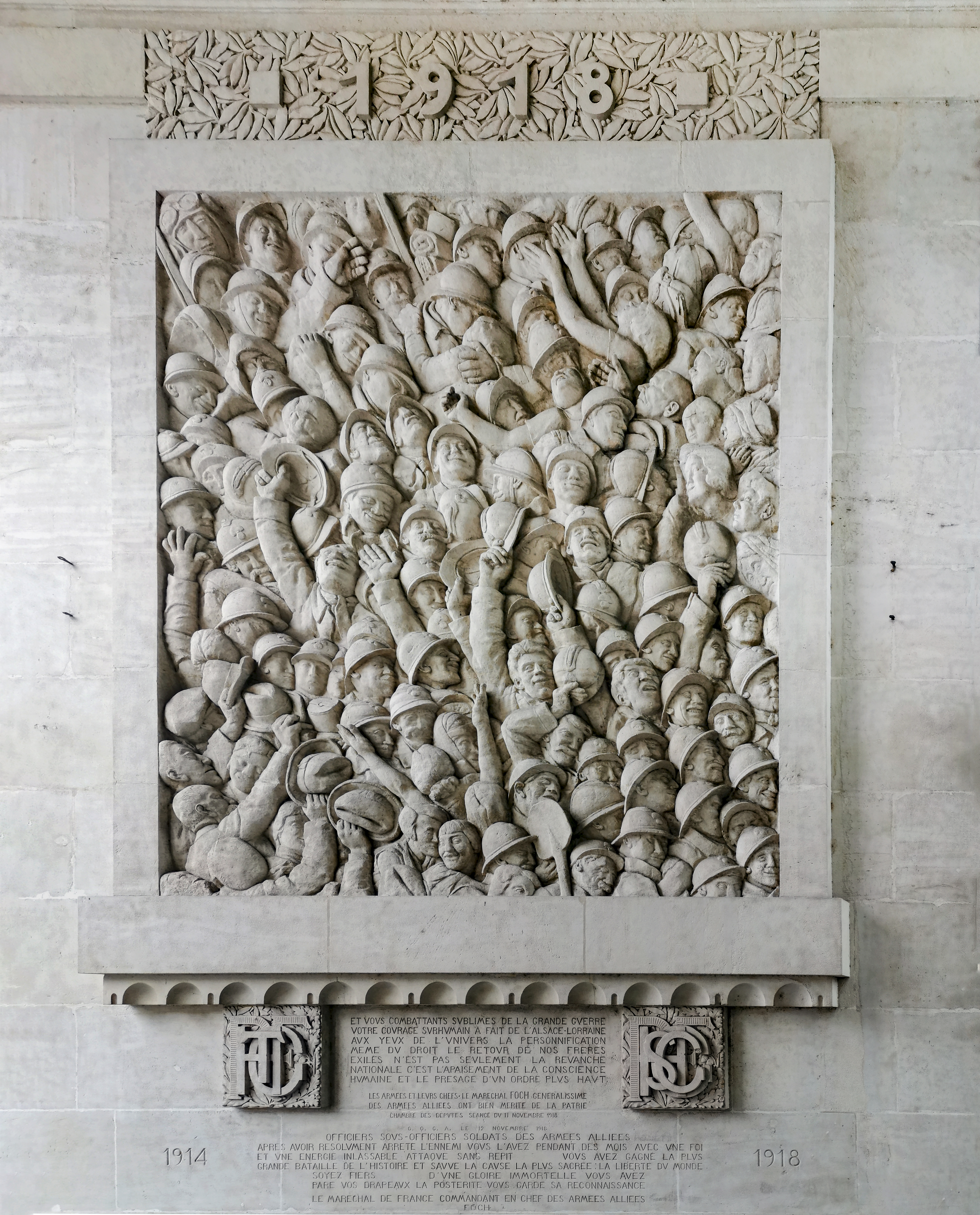
1918, 1928 (Memoriales de la Primera Guerra Mundial)

- Monumento a los muertos de Castelnaudary; relieve « de un poilu » de Saint-Lys;[1]

Obras en Toulouse
Además es el autor de los relieves en la fachada de la Facultad de la calle Lautman en Toulouse.
Algunos de los bustos de los ediles tolosanos, en el consistorio de la ciudad.